# Marisa Ewers
Marisa Henrike Ewers (Hamburg, 1989. február 24. –) német női korosztályos válogatott labdarúgó, aki jelenleg az angol Aston Villa játékosa.

## Pályafutása

### Klubcsapatokban
2006-ban került a Hamburger SV csapatához. 2012 júliusában igazolt a Bayer Leverkusen együtteséhez. 2012. szeptember 26-án mutatkozott be a bajnokságban az SC Freiburg ellen. 2014. június 1-jén első gólját szerezte meg a VfL Sindelfingen ellen. 2016 nyarán az angol Birmingham City játékosa lett. 2016. július 16-án mutatkozott be a bajnokságban Freda Ayisi cseréjeként a Sunderland ellen. A 2016–17-es szezonban kupadöntőt játszott, ahol alul maradtak a Reading ellen. 2019 nyarán az Aston Villa csapatához szerződött.

### A válogatottban
A 2008-as U19-es női labdarúgó-Európa-bajnokságon részt vett az U19-es válogatottal. Két mérkőzésen lépett pályára.